# Jesus nahm zu sich die Zwölfe
Jesus nahm zu sich die Zwölfe (BWV 22) ist eine Kirchenkantate von Johann Sebastian Bach. Er komponierte sie für den Sonntag Estomihi und führte sie erstmals in Leipzig am 7. Februar 1723 auf.

## Geschichte und Worte
Bach schrieb die Kantate in Leipzig für den Sonntag Estomihi. Es ist der Sonntag vor Aschermittwoch und damit der letzte Sonntag vor Karfreitag, an dem eine Kantate aufgeführt wurde, da in Leipzig während der Passionszeit tempus clausum eingehalten wurde. Die Kantate war 1723 ein Probestück für Bachs Bewerbung um das Amt des Thomaskantors, zusammen mit Du wahrer Gott und Davids Sohn (BWV 23).
Die vorgeschriebenen Lesungen für den Sonntag waren 1 Kor 13,1–13  und Lk 18,31–43 , die Heilung eines Blinden und damit verbunden die Ankündigung des Leidens in Jerusalem. Der unbekannte Textdichter konzentriert sich auf die Ankündigung des Leidens. Der erste Satz benutzt die Verse 31 und 34 des Evangeliums als Text. Die folgenden Sätze beziehen den gegenwärtigen Christen in die Gruppe der Jünger ein, die das Geschehen nicht begreifen. Der Schlusschoral ist die 5. und letzte Strophe von Elisabeth Crucigers Lied Herr Christ, der einig Gotts Sohn.
Bach führte die Kantate am 20. Februar 1724 erneut auf.

## Besetzung und Aufbau
Die Kantate ist besetzt mit drei Solisten (Alt, Tenor und Bass), vierstimmigem Chor, Oboe, zwei Violinen, Viola und Basso continuo.
1. Arioso e Coro (Tenor, Bass): Jesus nahm zu sich die Zwölfe
2. Aria (Alt, Oboe): Mein Jesu, ziehe mich nach dir
3. Recitativo (Bass): Mein Jesu, ziehe mich, so werd ich laufen
4. Aria (Tenor): Mein alles in allem, mein ewiges Gut
5. Choral: Ertöt uns durch dein Güte

## Musik
Der erste Satz der Kantate gibt die Szene aus dem Evangelium wieder. Ein aufsteigendes Ritornell beschwört das Bild des Leidensweges herauf, den der Aufstieg nach Jerusalem darstellt. Der Tenor in der Rolle des Evangelisten setzt mit dem Beginn von Vers 31 ein: Jesus nahm zu sich die Zwölfe. Die folgenden Worte Sehet, wir gehn hinauf gen Jerusalem werden vom Bass als Vox Christi vorgetragen. Nach einer Wiederholung des Ritornells setzt der Chor mit einer Fuge ein, welche die verständnislose Reaktion der Jünger wiedergibt: Sie aber vernahmen der keines und wussten nicht, was das gesaget war. John Eliot Gardiner, der mit dem Monteverdi Choir eine „Bachkantaten-Wallfahrt“ (Bach Cantatas Pilgrimage) durchgeführt hat, kommentiert diese Passage wie folgt: „Man könnte darin eine ironische Prophezeiung lesen, wie Bachs neue Hörerschaft in Leipzig auf seine kreativen Ergüsse in den nächsten 26 Jahren reagieren würde – mangels jeglicher greifbarer oder nachgewiesener Zeichen der Wertschätzung: weder wilde Begeisterung, tiefes Verständnis noch offenkundige Unzufriedenheit.“

## Bearbeitungen
Die englische Pianistin Harriet Cohen bearbeitete den 5. Satz für Soloklavier (veröffentlicht unter dem englischen Titel Sanctify us by Thy Goodness).

## Einspielungen
CD
- J.S. Bach: Das Kantatenwerk – Sacred Cantatas Vol. 2., Gustav Leonhardt, Tölzer Knabenchor, King’s College Choir, Leonhardt-Consort, Paul Esswood, Kurt Equiluz, Max van Egmond. Teldec, 1973.
- Die Bach Kantate Vol. 28. Helmuth Rilling, Gächinger Kantorei, Bach-Collegium Stuttgart, Arleen Augér, Helen Watts, Adalbert Kraus, Wolfgang Schöne. Hänssler, 1977.
- J.S. Bach: Complete Cantatas Vol. 3. Ton Koopman, Amsterdam Baroque Orchestra & Choir, Elisabeth von Magnus, Paul Agnew, Klaus Mertens. Antoine Marchand, 1995.
- J.S. Bach: Cantatas Vol. 8 – Leipzig Cantatas. Masaaki Suzuki, Bach Collegium Japan, Yoshikazu Mera, Gerd Türk, Peter Kooij. BIS, 1998.
- Bach Edition Vol. 5 – Cantatas Vol. 2. Pieter Jan Leusink, Holland Boys Choir, Netherlands Bach Collegium, Sytse Buwalda, Nico van der Meel, Bas Ramselaar. Brilliant Classics, 1999.
- Bach Cantatas Vol. 21: Cambridge/Walpole St Peter. John Eliot Gardiner, Monteverdi Choir, Choir of Clare College, Cambridge, Choir of Trinity College, English Baroque Soloists, James Oxley, Peter Harvey. Soli Deo Gloria, 2000.
- J.S. Bach: Jesus, deine Passion. Philippe Herreweghe, Collegium Vocale Gent, Matthew White, Jan Kobow, Peter Kooij. Harmonia Mundi France, 2007.
- Leipzig 1723, Telemann, Graupner, Bach. Ælbgut, Capella Jenensis. ACCENTUS Music, 2023.

DVD
- Jesus nahm zu sich die Zwölfe. Rudolf Lutz, Chor und Orchester der J. S. Bach-Stiftung, Markus Forster, Johannes Kaleschke, Ekkehard Abele, Gallus Media, St. Gallen 2011.